# 横田荘
横田荘（よこたのしょう）は、平安時代末から戦国時代にかけて、出雲国仁多郡にあった荘園。出雲における石清水八幡宮の経済基盤として発展し、鎌倉時代末には禁裏（仙洞）御料所となって戦国時代まで公用が納められた。16世紀に入ると、同荘の支配をめぐり尼子氏と国人三沢氏による勢力争いが行われ、尼子氏の直轄となった。鉄の産出地としても知られる。

## 特徴
現在の島根県仁多郡奥出雲町横田にあった。保元3年（1158年）に「横田別宮」として史料上に現れたことから、12世紀の段階には既に荘園が成立、石清水八幡宮寺領として発展したと考えられている。
荘園を構成した名の広さは、現在の大字の竹崎・大呂・中村・稲原・横田・下横田・八川の範囲にあたった。戦国時代には、荘内に中村・大呂村・竹崎村・原口村・下横田村・八川村の六ヵ村が確認される。六ヵ村の内、中心となったのは中村であり、同村には市場や荘園鎮守があった。また、鉄を産出したため、出雲国内の領主や尼子氏などの戦国大名に熟望された地であった。
石清水八幡宮から任命された荘官には、預所職・別当・公文などがみられる。領主への年貢は米のほか銭納や金納が行われており、神用鉄も納められる場合があった。
また、荘園と関係の深い寺院として岩屋寺があった。同寺は八幡宮領の荘官にもなっており、鎌倉時代には地頭によって度々横田荘内から寺領の寄進も受けた。現在、東京大学史料編纂所に『出雲岩屋寺文書』が所蔵されている。

## 歴史

### 平安末 - 鎌倉時代
12世紀、石清水八幡宮領として横田別宮を中心に発展した。別宮は石清水八幡宮の分霊があり、当地の信仰拠点となっていたが、同時に八幡宮の経営費用を賄う経済拠点でもあった。
平安時代末まで現地で勢力を張っていたのは、横田氏であった。『源平盛衰記』には平家方として横田氏の名がみえるが、平氏の没落とともに源氏方の追討を受け没落したとされる。
鎌倉時代の中頃には、三所郷の地頭三所（三処）氏が横田荘の預所職を望み、三所長綱が八幡宮から預所職に補任されたことで、同荘で地頭請が成立した。しかし、長綱没後、長綱の「後家尼」（夫没後に出家した妻のこと）の代になると宮寺への年貢は滞るようになり、宮寺側は鎌倉幕府の法廷へ訴えをおこなっている。
文永年間には同荘の地頭が三所氏から北条時輔に変わった。杉山巖によれば、文永元年（1264年）に六波羅探題南方に就任した時輔が、翌年従五位下と式部丞に叙位・任官された際、西国の経済基盤の一つとして同荘地頭職が与えられたとされる。また、それまで地頭であった三所氏は地頭代官となり現地に関わった。
文永9年（1272年）には時輔が殺害され、地頭職は時輔の母であった尼妙音に移った。文永10年には、石清水八幡宮の申請により、宮寺と新地頭との間に下地中分が行われた。
下地中分後、横田荘地頭方は特定の用途の費用を賄う料所として、鶴岡八幡宮仮殿造営料所、六波羅探題北方造営料所などに移り変わったが、文保元年（1317年）には幕府から朝廷に寄進された。寄進後は西園寺実兼によって領有され、所領の管理を行う給主には西園寺家の家司（家政職員）が任じられた。

### 南北朝 – 戦国時代
建武元年(1334年)8月には、横田荘地頭方は八幡宮へ戻されたが一時的なものであり、しばらくして再び内裏供御料所となった。康永元年（1342年）11月には、尼妙音が寄進した横田荘内岩屋寺領をめぐり、岩屋寺と給主との間に相論が発生、光厳院政下の雑訴沙汰を受けた。
南北朝分裂後は、北朝（または足利尊氏）の勢力下にあった。特に因幡・伯耆に勢力を伸ばした山名時氏の影響は強く、横田荘内の岩屋寺領などは時氏の配下による押妨を受けている。山名氏の支配は、明徳の乱（1392年）まで続いた。
応安元年（1368年）6月、室町幕府は寺社本所領を保護する応安の半済令を出し、南北朝期の戦乱で頻発した押領や半済が限定される、あるいは禁じられた。しかし、守護山名満幸は横田荘の押領を改めなかったため、足利義満によって四ヶ国の守護職を解かれ追放された。この横田荘をめぐる満幸への処罰は、明徳の乱の要因にもなっている。満幸の没落後、出雲国の守護は京極高詮となった。さらに乱後、三沢郷の地頭であった三沢氏が同荘に進出を始め、永享から文明のころまでに横田荘の支配基盤を確固とした。
また、室町時代には横田荘が後光厳上皇から皇太子緒仁親王（後円融天皇）に譲られる所領群に含まれるなど、天皇家で代々相伝される所領となった。応永元年（1394年）には、綸旨により荘園の半分が泉涌寺塔頭の雲龍院に後円融上皇の追善料所として寄付された。室町幕府は、永享5年に後小松上皇が没した後、同荘を後花園天皇に寄進するなど援助を加えている。この禁裏（仙洞）御料所としての性格は戦国時代まで続いた。
戦国時代に入ると、鉄の産出と流通の起点であったため、尼子氏による圧力が加えられるようになる。永正11年(1513年)・享禄4年（1531年）には、尼子氏が進攻し、三沢氏との間に戦闘が行われた。天文12年(1543年)8月、同荘は尼子氏の直轄となり、三沢氏も尼子氏の配下に入った。尼子氏の支配が進行したことにより、三沢氏の勢力は後退した。
尼子氏直轄となった後も、尼子晴久は家臣に横田荘から京都の禁裏や泉涌寺、石清水八幡宮の公用を徴収するよう職務を定めている。
尼子氏と毛利氏による戦乱が進むと、朝廷は毛利元就に禁裏御料所の年貢貢納を命じている。横田荘から禁裏への貢納は、天正18年(1590年)が史料上の終見となった。